# Guillaume Lacroix (homme politique, 1834-1901)
Pour les articles homonymes, voir Guillaume Lacroix et Lacroix.
Guillaume Lacroix est un homme politique français né le 11 décembre 1834 à Paris et mort le 30 juin 1901 à Paris.

## Biographie
Entrepreneur en travaux publics à Cepoy dans le département du Loiret, il en est conseiller municipal, puis maire en 1871. Il est conseiller d'arrondissement en 1869 et conseiller général du canton de Ferrières en 1877. Il est député du Loiret de 1888 à 1898, siégeant au groupe de la Gauche radicale. Il s'intéresse particulièrement aux problèmes scolaires.

## Sources
- « Guillaume Lacroix (homme politique, 1834-1901) », dans Adolphe Robert et Gaston Cougny, Dictionnaire des parlementaires français, Edgar Bourloton, 1889-1891 [détail de l’édition]
- « Guillaume Lacroix (homme politique, 1834-1901) », dans le Dictionnaire des parlementaires français (1889-1940), sous la direction de Jean Jolly, PUF, 1960 [détail de l’édition]